# アナ・ボティン
アナ・パトリシア・ボティン＝サンス・デ・サウトゥオラ・オシェイ（Ana Patricia Botín-Sanz de Sautuola O'Shea、1960年10月4日 - ）は、スペイン・サンタンデール出身の銀行家。アメリカ合衆国のブリンマー大学卒業。2014年9月からサンタンデール銀行会長。銀行家のボティン家の4代目であり、父のエミリオ・ボティンもサンタンデール銀行の会長を務めた。

## 経歴

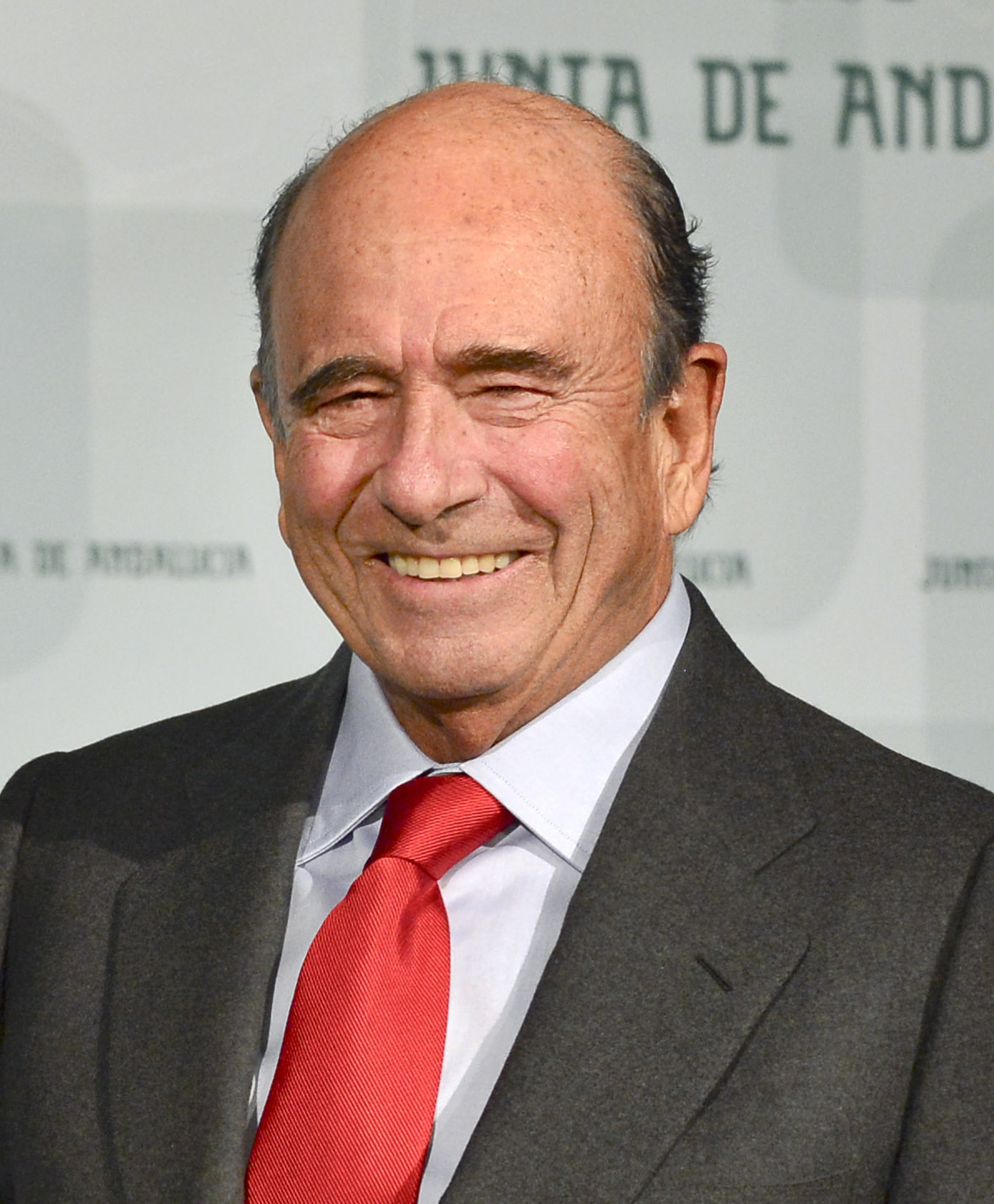
父親のエミリオ・ボティン

父親は銀行家のエミリオ・ボティン、母親はピアニストのパロマ・オシェイである。1960年にカンタブリア地方のサンタンデールに生まれた。イギリス・バークシャー州アスコットの聖メアリー学校で学び、アメリカ合衆国のブリンマー大学で経済学を学んだ。
アメリカの投資銀行であるJPモルガンに8年間勤務し、1988年にはスペインに戻ってサンタンデール銀行に勤務した。2002年にはバネスト（スペイン信用銀行）の社長に就任した。2010年11月にはアントニオ・オルタ・オソリオの後任としてサンタンデールUKの最高経営責任者に就任した。2013年にはコカ・コーラの取締役に就任した。
2014年9月に父親のエミリオ・ボティンが死去すると、サンタンデール銀行の会長に就任した。

## 影響力
2005年にはフォーブス誌によって、「世界で最も影響力のある女性」で99位に選出され、2009年には同ランキングで45位に選出された。2013年2月にはイギリスのBBCラジオ4のウーマンズ・アワーで、「イギリスで最も影響力のある女性」3位に選出された。2016年にはフォーブス誌の「世界で最も影響力のある女性」で10位に選出され、2017年には同ランキングで9位に選出された。

## 家族
1983年には同僚の銀行員であるギリェルモ・モレネス・マリアテギと結婚した。マリアテギは裕福な土地所有者であるボルゲット伯爵の息子である。3人の子どもを儲けている。2010年、マリアテギはロンドンの高級住宅街であるベルグレイヴィアに6室の寝室を持つ邸宅を購入した。彼らはまた、スイスのスノーリゾートであるグシュタードに別荘を所有している。
2015年にはイギリス政府による「責任ある資本主義賞」の初代受賞者となり、デーヴィッド・キャメロン内閣のサジド・ジャビドビジネス・イノベーション・技能大臣から授与された。2015年12月にはイギリスの金融部門への貢献により大英帝国勲章（名誉勲章）を授与されることが発表された。